# Picodi.com
«Picodi.com» (рус. Пико́ди.ком) — международный скидочный сервис, предоставляющий пользователям промокоды для интернет-магазинов, созданный в 2010 году в г. Кракове, Польша. Сервис работает в 41 стране.
В 2015 году портал был оценён в 20 миллионов злотых.

Страны, в которых работает Picodi.com

## Описание сервиса
Портал представляет собой каталог интернет-магазинов и промокодов, предоставляющих право на получение скидки. Сайт доступен без регистрации. После создания учётной записи у пользователя появляется возможность активировать оповещения о скидках в выбранных пользователем магазинах.

## История сервиса
Сайт начал работу в 2010 году в Польше под названием kodyrabatowe.pl. В 2013 году был открыт сайт для российских пользователей под названием «МоиПромокоды.ру», и по состоянию на конец 2013 года сервис был доступен в 19 странах. В марте 2015 года была запущена белорусская версия сайта на русском языке.
По состоянию на 27 апреля 2023 сервис не покинул российский рынок.

### Ребрендинг
В 2016 году 25 сайтов в различных странах были объединены в один общий домен Picodi.com.

## Статистика
По состоянию на 14 декабря 2018 года в каталоге сервиса было доступно 23 283 интернет-магазина и 95 500 промокодов, купонов и скидок.
В ноябре 2018 года сервис посетило 13,75 млн пользователей.

## Награды
В 2017 году сервис Picodi стал победителем организованного изданием Rzeczpospolita конкурса «Orły Innowacji Startup» (польск. «Орлы Инновации — Стартап») в категории B2C.